# 吕光攻西秦之战
吕光攻西秦之战，392年（西秦太初五年、后凉麟嘉四年），后凉天王吕光进攻西秦国王乞伏归占据的金城（今甘肃省兰州市西北）和南羌首领彭奚念占据的枹罕（今甘肃省临夏市东北）的作战。
鲜卑西秦国王乞伏乾归据金城自称大将军、大单于、金城王，得到前秦皇帝苻登的支持，秦州（今甘肃省天水市）、凉州（今甘肃省武威市）一带的鲜卑、胡、羌也多归服。占据枹罕的南羌首领彭奚念，也投附其下，金城王于是成为控制陇西地区的强大勢力。后凉天王吕光，在前秦天王苻坚被后秦俘杀后，控制了河西地区，占据姑臧（今甘肃武威），隔湟水（今甘肃兰州西黄河支流）与金城王对峙，欲过湟水东进，因受乞伏乾归阻挡，不得前进。392年八月，乞伏乾归派彭奚念出兵袭取吕光所辖湟水北岸战略重镇白土津（今青海化隆西南），吕光派遣其弟右将军吕宝等东下攻金城，被乞伏乾归反击大败，吕宝及将士万余人丧命，后续各部见勢全部退兵。吕光继派其子吕纂率步骑兵五千南下攻彭奚念，激战于盘夷（约在今青海省乐都以西之安夷城），大败而归。吕光于是亲率大军进攻彭奚念于枹罕，屯重兵在左南（今青海省西宁东），彭奚念在白土津垒石筑堤，以水自固大营，派轻骑万人扼守河津渡口。吕光派将军王宝隐荍移师上游，以夜强渡湟水东进。彭奚念闻讯惶惧，军中大乱。吕光乘势攻白土津，捣其石提，过湟水，直取枹罕。彭奚念军散，单骑突围逃到甘松（今甘肃南部腊子口）。